# Lomond EvoJet Office
Lomond EvoJet Office (известный также как Memjet Office Printer) — самый быстрый (согласно тексту пресс-релиза компании-производителя) на 2011 из представленных на мировом рынке домашних струйных принтеров формата А4/Legal до появления HP Officejet Pro X576dw. Благодаря техническому решению — неподвижной печатающей головке шириной 222,8 мм — способен развивать скорость печати до 60 страниц формата А4 в минуту. Ранее такие печатающие головы использовались только в промышленном цифровом печатном оборудовании.

## История появления на российском рынке
В 2007 году австралийская исследовательская компания  Silverbrook Research приступила к монетизации идей ускорения струйной печати путём увеличения физических размеров печатающих головок принтеров. В этой связи была основана компания Memjet, которая уже в 2009 году на международной выставке International Consumer Electronics Show в Лас-Вегасе (США) представила работающий прототип Memjet Office Printer.
Распространением нового принтера в России и странах Европы занялась компания Lomond, а сам Memjet Office Printer получил новое название — Lomond EvoJet Office. Уже как Lomond EvoJet Office он был в апреле 2011 года представлен на выставке Consumer Electronics & Photo Expo (полуофициальное название — «Фотофорум») в Москве. Продажи принтеров начаты в IV квартале 2011 года.

## Технические особенности
Lomond EvoJet Office оснащен неподвижной печатающей головкой шириной 222,8 мм, которая содержит 70000 дюз и способна распылять на носитель до 704000000 чернильных капель в секунду. Предназначен для монохромной и цветной документной печати на носителях плотности до 180 г/м² формата А4/Legal. Подача носителей большей плотности или меньшего формата только ручная полистовая.
Lomond EvoJet Office печатает водорастворимыми чернилами. Это не характерно для документного принтера (принтеры для печати документов зачастую используют пигментные чернила). Технология печати — струйная термальная.

## Интересные факты
- Изначально сообщалось, что стоимость принтера не превысит 200—300 долларов, а комплектные картриджи будут перезаправляемыми (в сервисных центрах). Когда Lomond EvoJet Office поступил в массовую продажу, его стоимость превысила 1000 долларов, а картриджи оказались оснащены чипами блокирующего типа.
- Гарантия производителя не распространяется на печатающую головку.
- Заявленная в технических характеристиках Lomond EvoJet Office рекомендуемая печатная нагрузка составляет 2500-5000 в месяц. С учетом высокой скорости печати это меньше 2 часов непрерывной работы принтера.

## Технические характеристики
| Технология печати                 | струйная термальная                                                      |
| Печатающая головка                | Memjet                                                                   |
| Количество дюз печатающей головки | 70000                                                                    |
| Разрешение печати                 | 1600х1600 dpi, 1600x800 dpi                                              |
| Количество цветов                 | 4 (CMYK)                                                                 |
| Требования к формату носителя     | только А4/Legal (основной лоток), до А4/Legal (ручная полистовая подача) |
| Требования к плотности бумаги     | 70-180 г/м² (основной лоток), 70-300 г/м² (ручная полистовая подача)     |
| Вместительность лотка подачи      | 250 листов                                                               |
| Вместительность приемного лотка   | 125 листов                                                               |
| Требования к ОС                   | Windows, Mac OS                                                          |
| Интерфейсы                        | USB 2.0, Ethernet                                                        |
| Габариты (ШхВхГ)                  | 420x225x550 мм                                                           |
| Вес                               | ~12 кг                                                                   |